# Kurt Ralske
Nacido en Nueva York (EE. UU.), Kurt Ralske es un artista y compositor. A mediados de los años ochenta fue guitarrista de los grupos Nothing But Happiness y Crash. A finales de esa década publicó tres discos bajo el nombre de Ultra Vivid Scene.
Después de la disolución del grupo, Ralske ha continuado su trabajo en solitario, y ha producido discos para numerosos grupos como Rasputina, Ivy, Charles Douglas o Los Planetas. 
En 1999 se autoeditó dos álbumes en su propio sello miau-miau, uno con su nombre auténtico, Kyrie Eleison, y el otro "<<amorpheus>>" como Cathars. En 2001 editó otros dos discos, como Kurt Ralske "Amor. 0 + 01", y como Cathars "Early Bells and Voices". 
El LP "Amor. 0 + 01" incluía varios videoclips digitales. Desde entonces Kurt se ha centrado en el video digital. Sus instalaciones y performances son creadas exclusivamente con su propio software y su trabajo ha sido expuesto internacionalmente, incluyendo el museo Guggenheim de Bilbao, el Museum of Contemporary Art de Los Ángeles (EE. UU.) y el Museum of Contemporary Art de Montreal (Canadá).
Kurt programó y codiseñó una instalación con nueve canales de video que se exhibe de forma permanente en la entrada del MoMA de Nueva York (EE. UU.). 
En 2003, su trabajó mereció el primer premio del Transmediale International Media Art Festival de Berlín (Alemania), como parte de los video-creadores 242.pilots.
En 2007, recibió una beca Rockefeller Foundation Media Arts Fellowship.
También es el autor / programador de Auvi, un programa informático de video-creación.
Kurt finalizó en 2007 su trabajo en la ópera RedDust de Matthew Rosemblum, para la que hacía video-creaciones en directo.
Fue profesor visitante y artista residente en el programa Digital + Media Graduate de la Escuela de Diseño de Rhode Island y profesor de la Escuela de Artes Visuales de Nueva York de Nueva York.
En la actualidad trabaja en la facultad de la School of the Museum of Fine Arts (Boston).

## Discografía

### Crash
- I Feel Fine (Remorse, 1987)

### Ultra Vivid Scene
- Ultra Vivid Scene (4AD/Columbia, 1989)
- Joy 1967-1990 (4AD/Columbia, 1990)
- Rev (4AD/Columbia, 1992)

### Kurt Ralske
- kyrie eleison (Miau International, 1999)
- amor.0+01 (Subrosa, 2001)

### Cathars
- <amorpheus> (Miau International, 1999)
- locale (Computer Music Journal, 2001)
- Early Bells + Voices (Atomic, 2001)

### Kurt Ralske / Keith Fullerton Whitman
- K+K (Reckankreuzung, 2000)

## DVDs

### 242.pilots
- 242.pilots live in Bruxelles (Carpark Records, 2003)